# Хайбёк, Михаэль
Михаэ́ль Хайбёк (нем. Michael Hayböck; род. 5 марта 1991, Линц, Австрия) — австрийский прыгун с трамплина, серебряный призёр Олимпиады-2014, пятикратный призёр чемпионатов мира.

## Спортивная карьера
В 2014 году на Олимпиаде в Сочи Хайбёк завоевал серебряную медаль в командных соревнованиях, лучший результат в личном первенстве — 5-е место на нормальном трамплине.
На чемпионате мира 2015 года в Фалуне стал серебряным призёром в командном первенстве, в личных соревнованиях — 14-е место на большом трамплине. 
В сезоне 2014/2015 Михаэль Хайбёк занял 2-е место в Турне четырёх трамплинов.